# Khung cửi

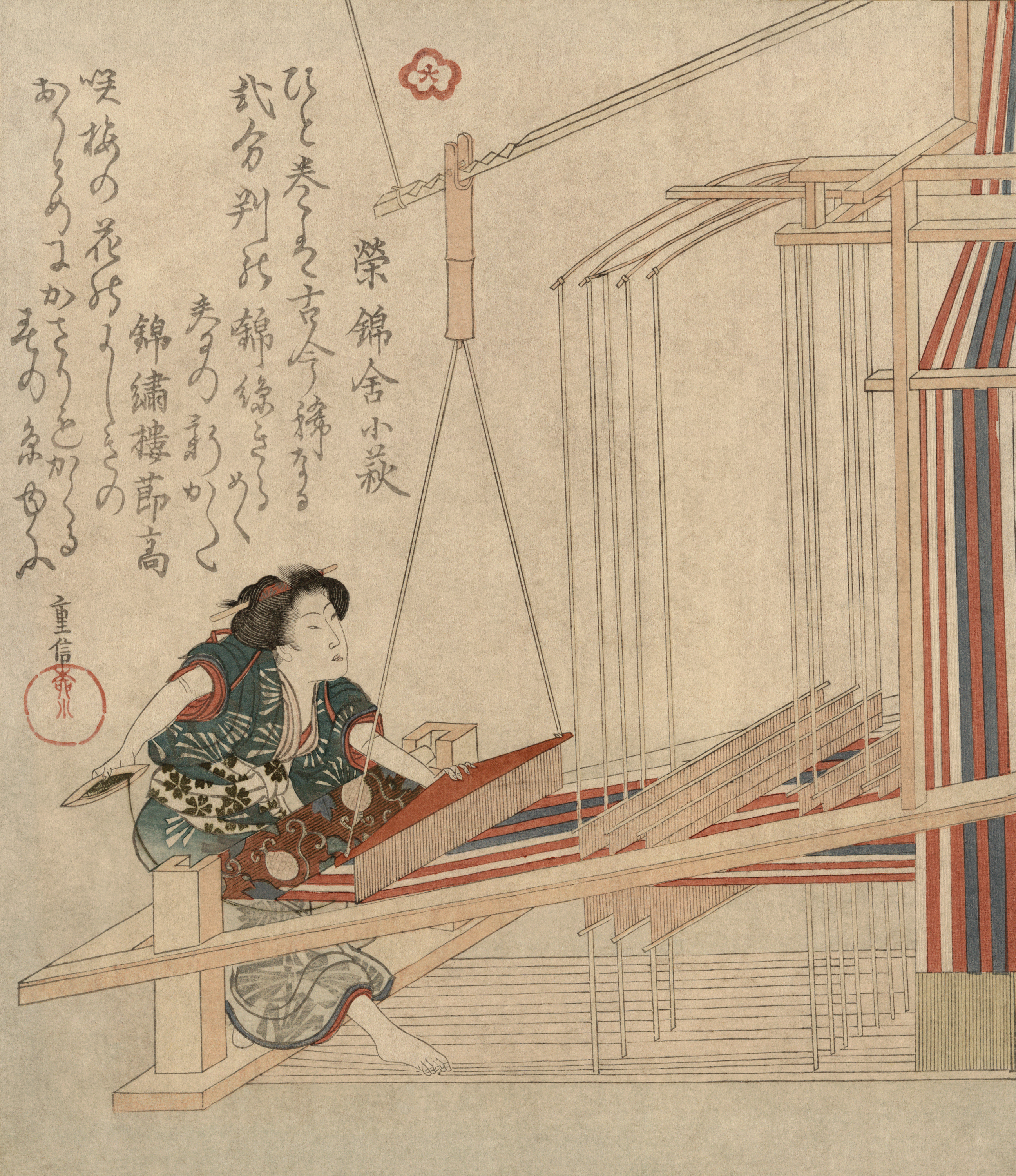
Khung cửi truyền thống của Nhật trong bức tranh mộc bản

Khung cửi là một vật dụng dùng để dệt các thứ vải vóc. Chức năng chính của khung cửi là giữ sợi mắc thật căng trong công đoạn luồn sợi mành xen kẽ. Sợi mắc là sợi dọc, sợi mành là sợi ngang.
Người thợ dệt ngồi ở khung cửi dùng chân đạp bàn dận để vận chuyển bộ go mở khoảng cách giữa sợi mắc trong khi tay giật để đẩy và bắt con thoi luồn sợi mành.
Trong văn chương Việt Nam truyện Nôm Bần nữ thán có tả việc dệt vải mà trong xã hội cổ truyền của người Việt được gắn liền với công việc của người đàn bà.
Việc canh cửi, tay đưa chân dận,
Đường dệt thêu bướm lượn óng đôi...
Sang thế kỷ 20 ngành dệt đã bước qua nhiều thay đổi, trong đó máy dệt đã thay thế khung cửi dệt tay.

## Hình ảnh

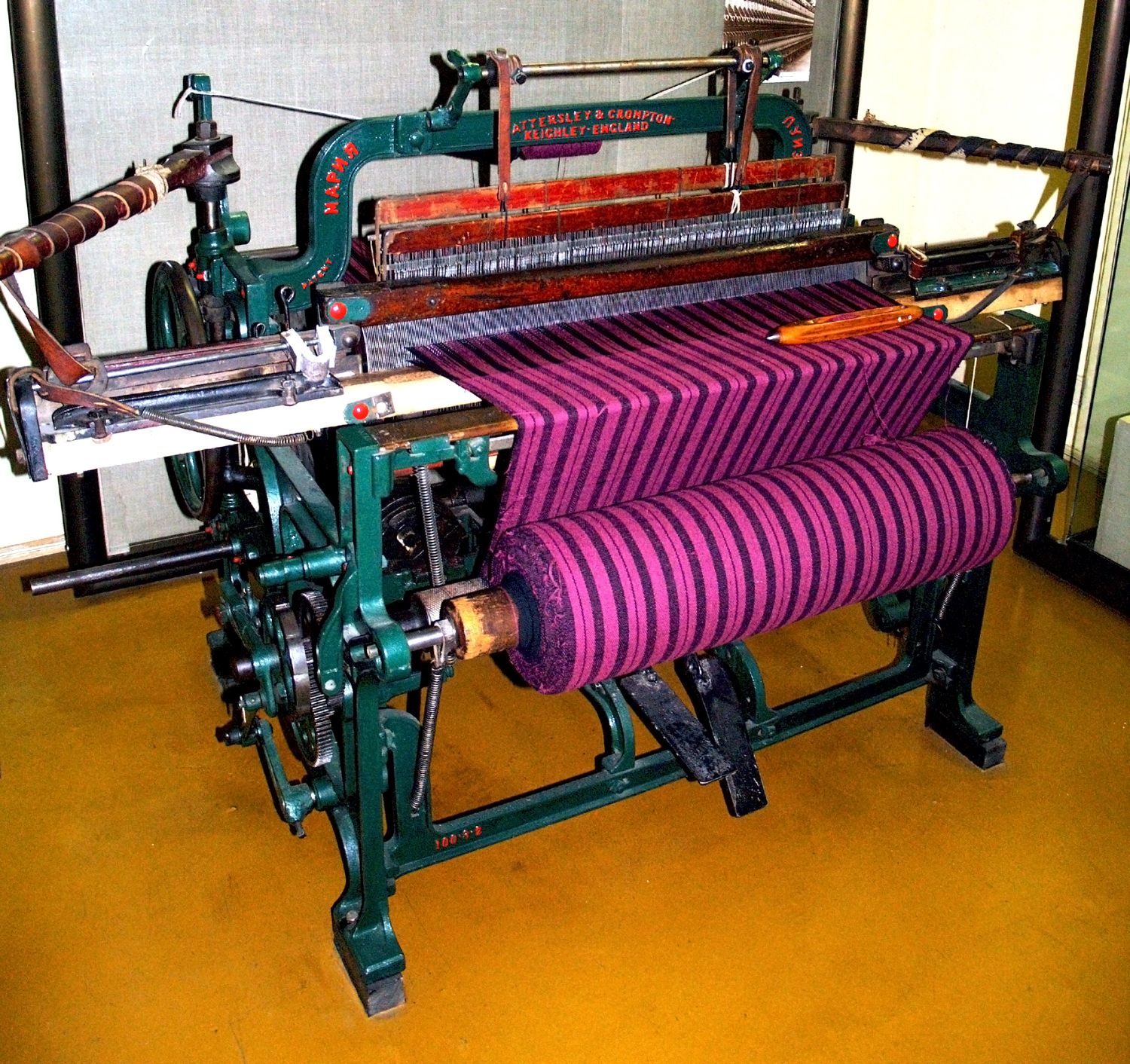
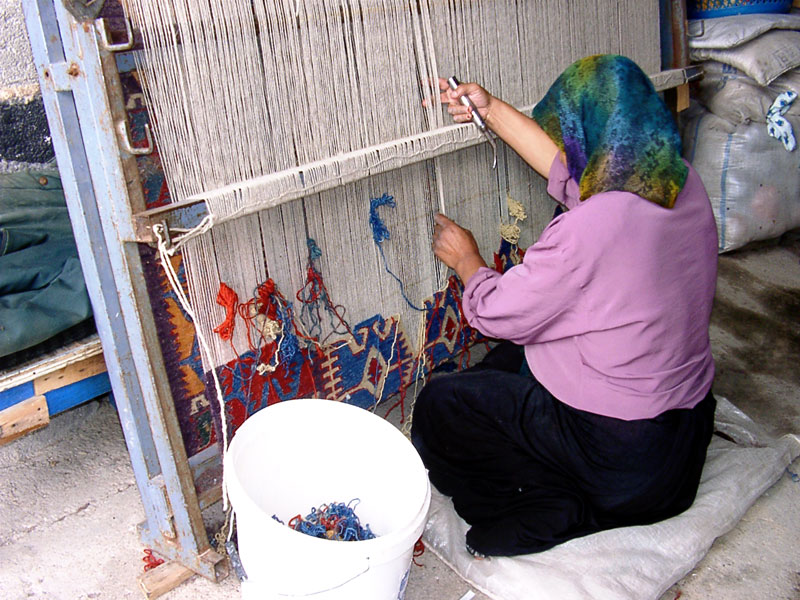
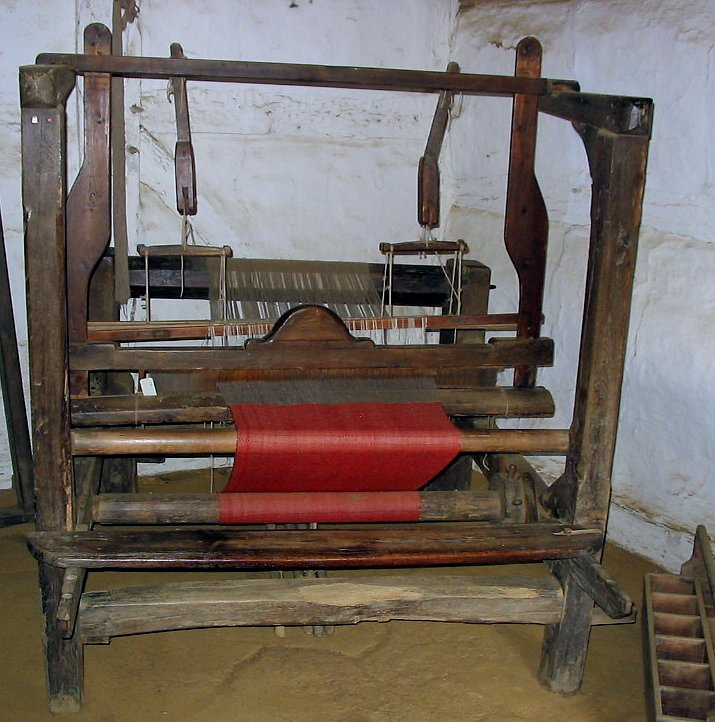